# ريكاردو ميغيل مارتينز ألفيس
ريكاردو ميغيل مارتينز ألفيس (9 مايو 1991 في البرتغال - ) هو لاعب كرة قدم برتغالي في مركز الدفاع. شارك مع منتخب البرتغال تحت 20 سنة لكرة القدم ومنتخب البرتغال تحت 21 سنة لكرة القدم. أما مع النوادي، فقد لعب مع نادي أسترا جورجو ونادي ماريتيمو وكونكورديا كياجنا وجي. دي. توريزينسي ‏ وC.S. Marítimo B ‏.

## وصلات خارجية
- ريكاردو ميغيل مارتينز ألفيس على موقع قاعدة بيانات كرة القدم.إي يو (الإنجليزية)
- ريكاردو ميغيل مارتينز ألفيس على موقع Soccerway.com (الإنجليزية)
- ريكاردو ميغيل مارتينز ألفيس على موقع AS.com (الإسبانية)